# 齐齐哈尔第五医院
齐齐哈尔第五医院，即齐齐哈尔第一神经精神病院，简称一精。该院是黑龙江西部地区、内蒙东北部地区、吉林白城地区的精神卫生防治医院，曾经与齐齐哈尔第七医院（即齐齐哈尔传染病院）合并，但仍叫齐齐哈尔第七医院。2008年8月，该院整体搬迁到原齐齐哈尔第六职业中专，与齐齐哈尔五官医院合并组建齐齐哈尔第一医院精神五官分院，但另挂齐齐哈尔精神卫生中心的牌子。
该医院目前是齐齐哈尔地区规模较大，收治病人较多，病种较全的精神专科医院，隶属于齐齐哈尔医学院。有着多年办学经验和教学历史。